# Charles Eisenstein
Charles Eisenstein é escritor norte americano, formado em Matemática e Filosofia na Universidade de Yale em 1989, que tem escrito livros e dado palestras sobre economia, baseada na troca e não em dinheiro moeda. 

## Biografia
Ele escreve para o The Guardian desde 2012, entre outros jornais e revistas.
Eisenstein se dedica aos temas de civilização, consciência, dinheiro e evolução cultural humana. Graduou-se em Matemática e Filosofia pela Universidade de Yale em 1989, e trabalhou nos dez anos seguintes, como tradutor do chinês para o inglês. Ele vive hoje em Camp Hill, Pennsylvania.
Sobre o declínio do "Sonho Americano" ele declara:
O sonho americano está em declínio há algumas décadas. Creio que se deve a uma profunda falência de nosso sistema econômico. Ele só funciona quando há crescimento, mas estamos ficando sem espaço para crescer atualmente. Quando o crescimento desacelera, o capital não consegue encontrar investimento produtivo suficiente a fim de manter as lacunas preenchidas. O capital precisa extrair riquezas de outro lugar. Uma forma é forçar outros países, como o Brasil, a converter seus recursos naturais em produtos para exportação.

## Obras
- The Open Secret, 2001 ISBN 978-0759655775
- The Yoga of Eating: Transcending Diets and Dogma to Nourish the Natural Self , 2003 ISBN 978-0967089720
- The Ascent of Humanity. Civilization and the Human Sense of Self, 2007 ISBN 978-0977622207
- Transformational Weight Loss, 2007 ISBN 978-0977622214
- Sacred Economics: Money, Gift, and Society in the Age of Transition, 2011 ISBN 978-1583943977
- The More Beautiful World Our Hearts Know Is Possible. The Vision and Practice of Interbeing, 2013 ISBN 978-1-583-94724-1 no Brasil: O Mundo Mais Bonito que Nossos Corações Sabem Ser Possível (Palas Athena, 2016)
- Climate: A New Story, 2018 ISBN 978-1623172480

## Ligações exteriores
- Charles Eisenstein (página oficial) (em inglês)
- A Nova História de Charles Eisenstein, por Maria Eduarda Souza, Autosustentabilidade, 29 de agosto de 2016